# 馬克·蓋伊
阿德吉·基宁金·马克-伊斯雷尔·盖伊（英語：Addji Keaninkin Marc-Israel Guéhi；2000年7月13日—），生於科特迪亞的英格蘭足球運動員，現效力英超球會水晶宫，並代表英格蘭足球代表隊參加國際比賽，司職中後衛。

## 俱樂部生涯
蓋伊出道於切尔西的青訓營，在他七歲那年，他便加入切爾西的青訓系統，格伊更是2017年球隊奪得英格蘭足總青年盃的主力成員之一。在2019年，他曾在主帥蘭帕德獲得他的一隊首戰機會，在英格蘭聯賽盃對陣甘士比的比賽中上陣過，表現獲得好評。在斯坦福桥球场主場對陣巴伦西亚的歐冠比賽也進入替補名單，但未獲得出場機會。其後對陣曼聯的英格蘭聯賽盃，蓋伊亦獲得首發機會，也因此獲得英冠球隊斯旺西的關注，在季中向球隊提出借用的邀約。
在2020年一月，蓋伊以外借形式轉會斯旺西城，借用合同為期一季半；他的表現也十分出色。在次季，獲英超球隊西布朗借用的時候，蓋伊選擇留在斯旺西城，但他在斯旺西城卻仍有出色的表現，全季出場45場比賽，帶領球隊再次打進升級附加賽，但可惜球隊仍在決賽中不敵對手。
在2021年夏天，水晶宫以2000萬英鎊高價將蓋伊簽入。

## 國家隊生涯
作為英格蘭U17隊長，他率領球隊參加2017夏天的歐洲青年錦標賽。隨後在U17世界杯上，他每場比賽都登場，並在5-2擊敗西班牙的決賽中進球。
在2019年9月擊敗土耳其U21的歐洲U-21足球錦標賽預選賽中完成英格蘭U-21首秀，蓋伊隨後又為青年隊有五次出場。
2024年6月，蓋伊被英格蘭徵召參與2024年歐洲國家盃的賽事。

## 荣誉
水晶宫
- 英格兰足总杯冠軍：2024–25[3]
- 英格蘭社區盾冠軍：2025[4]

## 外部連結
- 馬克·格伊 （页面存档备份，存于）在水晶宫足球俱乐部
- 馬克·蓋伊－UEFA國際賽競賽紀錄